# Józefów (Opatówek)
Pour les articles homonymes, voir Józefów.
Józefów est une localité polonaise de la gmina d'Opatówek, située dans le powiat de Kalisz en voïvodie de Grande-Pologne.